# Комутативна діаграма
У математиці, та особливо в теорії категорій, комутативна діаграма — зображувана в наочному вигляді структура на кшталт графу, вершинами якої служать об'єкти певної категорії, а ребрами — морфізм. Комутативність означає, що для будь-яких вибраних початкового та кінцевого об'єкта, для орієнтованих шляхів, які поєднують їх, композиція відповідних шляху морфізмів не залежатиме від вибору шляху. Крім власне теорії категорій, комутативні діаграми незамінні в алгебричній геометрії та застосовуються в багатьох інших сучасних галузях математики.

## Приклади
У прикладі, що ілюструє першу теорему про ізоморфізми, комутативність діаграми значить рівно те, що {\displaystyle f={\tilde {f}}\circ \pi }:
Для комутативного прямокутника комутативність означає незалежність вибору шляху: {\displaystyle h\circ f=k\circ g}

## Позначки
В алгебрі різні типи морфізмів позначаються різними стрілками:
{\displaystyle \rightarrow } просто морфізм;
{\displaystyle \hookrightarrow } мономорфізм,
{\displaystyle \twoheadrightarrow } епіморфізм,
{\displaystyle {\overset {\sim }{\rightarrow }}} ізоморфізм. Пунктирна стрілка зазвичай позначає шуканий морфізм (тоді як суцільні стрілки задані з самого спочатку). Йдеться про те, що якщо існує шлях для морфізму (позначених суцільними лініями), що з'єднує початок та кінець шуканого морфізму, то він існує та визначається з властивостей комутативності діаграми.